# Windpark Hollandse Kust Noord
Windpark Hollandse Kust Noord is een windmolenpark 18,5 kilometer uit de kust van Noord-Holland. Het park omsluit het al bestaande Prinses Amaliawindpark (operationeel in 2008) en raakt aan het Windpark Egmond aan Zee (2007).
In 2020 won CrossWind, een consortium van Shell en Eneco, de vergunning om het park (zonder subsidie) aan te leggen. Het park op 18,5 kilometer uit de kust ter hoogte van Egmond aan Zee is gevormd door 69 windturbines van elk 11 megawatt (MW), goed voor een totaal vermogen van 759 MW. De turbines werden geleverd door Siemens Gamesa en zijn van het type SG 11.0-200 DD, met een rotordiameter van 200 meter. Een productie van minstens 3,3 TWh per jaar is gepland.
Aannemer Van Oord legde het park aan. De aansluiting van het windpark op het hoogspanningsnet werd verzorgd door netbeheerder TenneT.
In april 2023 werd de eerste van de 69 windturbines geplaatst. Het park begon in de zomer 2023 de eerste stroom te leveren aan het Nederlandse net. Het hele project werd eind 2023 afgerond. Op 20 december 2023 werd het park operationeel.